# División de Honor de balonmano 1965-66
La División de Honor de balonmano 1965-66 fue la 8.ª edición de la máxima competición de balonmano de España. Se desarrolló en una fase, que constaba de una liga de doce equipos enfrentados todos contra todos a doble vuelta. El ganador disputaba la Copa de Europa, el último descendía a Primera División y el décimo y undécimo promocionaban.

## Clasificación
| N. | Equipo             | PJ | PG | PE | PP | PTS |
| 1  | Granollers         | 22 | 19 | 0  | 3  | 38  |
| 2  | Atlético de Madrid | 22 | 19 | 0  | 3  | 38  |
| 3  | Valencia C.F.      | 22 | 12 | 1  | 9  | 25  |
| 4  | Ademar Zaragoza    | 22 | 11 | 3  | 8  | 25  |
| 5  | Obras del Puerto   | 22 | 12 | 0  | 10 | 24  |
| 6  | Salleko            | 22 | 11 | 1  | 10 | 23  |
| 7  | Altos Hornos       | 22 | 11 | 1  | 10 | 21  |
| 8  | Pizarro            | 22 | 8  | 2  | 12 | 18  |
| 9  | C.F. Barcelona     | 22 | 8  | 1  | 13 | 17  |
| 10 | Artilene           | 22 | 8  | 0  | 14 | 16  |
| 11 | La Salle           | 22 | 4  | 2  | 16 | 10  |
| 12 | Gaztelueta         | 22 | 3  | 1  | 18 | 7   |